# Задача Дідони
Задача Дідони — історично перша задача варіаційного обчислення. Пов'язана з древньою легендою про заснування міста Карфагена. Дідона — сестра царя фінікійського міста Тіра — переселилася на південне узбережжя Середземного моря, де попросила у місцевого племені ділянку землі, який можна охопити шкурою бика. Місцеві жителі надали шкуру, яку Дідона розрізала на вузькі ремені і зв'язала їх. Отриманим канатом охопила територію біля узбережжя. Виникає питання про те, як можна захопити максимальну площу геометричної фігури при фіксованій довжині її межі (частини кордону).
Завдання зводиться до знаходження екстремума функціонала
{\displaystyle I[y(x)]=\int \limits _{a}^{b}y(x)\,dx,}
з граничними умовами
{\displaystyle y(a)=0,\;y(b)=0}, і при фіксованому параметрі (довжині)
{\displaystyle l=\int \limits _{a}^{b}{\sqrt {1+y^{'2}(x)}}\,dx,}
де {\displaystyle a} і {\displaystyle b} просто точки закріплення каната. Рішенням є дуга окружності, якщо кінці неможна рухати по узбережжю, і півколо в іншому випадку.